# Burning in the Skies
Burning in the Skies è un singolo del gruppo musicale statunitense Linkin Park, pubblicato il 21 marzo 2011 come terzo estratto dal quarto album in studio A Thousand Suns.

## Descrizione
Composto nel testo dai due frontman Mike Shinoda e Chester Bennington, si tratta di un brano dalle sonorità alternative che vede alternare il cantato di Shinoda nelle strofe a quello di Bennington nel ritornello. L'intermezzo del brano è caratterizzato da un assolo di chitarra.
Il brano è stato eseguito per la prima volta dal vivo il 13 dicembre 2010 a Melbourne. In precedenza Chester Bennington e Mike Shinoda ne cantavano il solo ritornello nell'intermezzo esteso di Bleed It Out.

## Video musicale
Il video, diretto dal DJ del gruppo Joe Hahn e pubblicato il 22 febbraio 2011, è stato girato al rallentatore e mostra gli ultimi istanti di vita della gente prima di un'esplosione nucleare. Verso il finale vengono mostrati i membri del gruppo a cui sono stati applicati effetti simili al video del precedente singolo Waiting for the End.
Il dietro le quinte della realizzazione del video è stato pubblicato sul canale YouTube del gruppo il 24 marzo 2011.

## Tracce
CD promozionale (Regno Unito)
1. Burning in the Skies (Edit) – 4:01

Download digitale
1. Burning in the Skies – 4:15
2. Blackout (Live) – 4:36
3. When They Come for Me (Live) – 5:21

CD singolo (Germania)
1. Burning in the Skies – 4:15
2. Blackout (Live) – 4:36

## Formazione
Hanno partecipato alle registrazioni, secondo le note di copertina di A Thousand Suns:
Gruppo
- Chester Bennington – voce
- Rob Bourdon – batteria, cori
- Brad Delson – tastiera, campionatore, cori
- Phoenix – basso, cori
- Joe Hahn – giradischi, campionatore, programmazione, cori
- Mike Shinoda – voce, chitarra, pianoforte, tastiera, campionatore, programmazione

Produzione
- Rick Rubin – produzione
- Mike Shinoda – produzione, ingegneria del suono, montaggio Pro Tools
- Ethan Mates, Josh Newell – ingegneria del suono, montaggio Pro Tools
- Brad Delson – montaggio Pro Tools aggiuntivo
- Neal Avron – missaggio
- Nicolas Fournier – assistenza missaggio
- Vlado Meller – mastering
- Mark Santangelo – assistenza mastering

## Classifiche
Poiché Shinoda comunicò che il singolo sarebbe stato pubblicato internazionalmente e non negli Stati Uniti d'America, Burning in the Skies non si classificò in nessuna delle classifiche stilate da Billboard, ma ricevette un discreto successo nei paesi in cui si posizionò.
| Classifica (2011) | Posizione massima |
| ----------------- | ----------------- |
| Austria           | 35                |
| Germania          | 43                |
| Svizzera          | 41                |

## Date di pubblicazione
| Paese  | Data          | Formato           |
| ------ | ------------- | ----------------- |
| Mondo  | 21 marzo 2011 | Download digitale |
| Europa | 25 marzo 2011 | CD                |